# Біатлон на зимових Олімпійських іграх 2014 — естафета (чоловіки)
Чоловіча естафета 4×7,5 км у біатлоні на зимових Олімпійських іграх 2014 выдбулась 22 лютого. У змаганнях взяли участь 19 збірних. Місцем проведення гонки став лижно-біатлонний комплекс Лаура. Змагання почалися о 18:30 за місцевим часом (UTC+4). Чинними чемпіонами у цій дисципліні були біатлоністи Норвегії. Вони ж лідирували в гонці аж до останнього, восьмого вогневого рубежу, на якому Еміль Хегле Свендсен допустив чотири промахи. Перемогу в гонці здобула збірна Росії — вперше після перемоги збірної СРСР у 1988.

## Медалісти
| Золото                                                                  | Срібло                                                             | Бронза                                                                         |
| Росія · Олексій Волков · Євген Устюгов · Дмитро Малишко · Антон Шипулін | Німеччина · Ерік Лессер · Даніель Бем · Арнд Пайффер · Сімон Шемпп | Австрія · Крістоф Зуманн · Даніель Мезотіч · Сімон Едер · Домінік Ландертінгер |

## Результати
| Місце | Номер | Країна                                                                           | Час                                       | Стрілянина                              | Відставання |
| ----- | ----- | -------------------------------------------------------------------------------- | ----------------------------------------- | --------------------------------------- | ----------- |
| 1     | 4     | Росія · Олексій Волков · Євген Устюгов · Дмитро Малишко · Антон Шипулін          | 1:12:15,9 17:19,5 18:15,9 18:04,8 18:35,7 | 0+4 0+4 0+1 0+1 0+1 0+2 0+0 0+1 0+2 0+0 | —           |
| 2     | 1     | Німеччина · Ерік Лессер · Даніель Бем · Арнд Пайффер · Сімон Шемпп               | 1:12:19,4 17:13,7 18:17,4 17:54,5 18:53,8 | 0+1 0+1 0+0 0+0 0+0 0+1 0+0 0+0 0+1 0+0 | +3,5        |
| 3     | 3     | Австрія · Крістоф Зуманн · Даніель Мезотіч · Сімон Едер · Домінік Ландертінгер   | 1:12:45,7 17:26,7 18:11,4 18:04,1 19:03,5 | 0+4 0+3 0+1 0+0 0+2 0+0 0+0 0+2 0+1 0+1 | +29,8       |
| 4     | 5     | Норвегія · Тар'єй Бо · Йоганнес Бо · Уле-Ейнар Б'єрндален · Еміль Хегле Свендсен | 1:13:10,3 17:03,4 18:07,6 18:12,6 19:46,7 | 0+2 1+3 0+0 0+0 0+1 0+0 0+0 0+0 0+1 1+3 | +54,4       |
| 5     | 16    | Італія · Крістіан Де Лоренці · Домінік Віндіш · Маркус Віндіш · Лукас Гофер      | 1:13:15,5 17:36,0 18:01,4 18:54,2 18:43,9 | 0+4 0+7 0+0 0+2 0+2 0+1 0+2 0+2 0+0 0+2 | +59,6       |
| 6     | 9     | Словенія · Петер Докл · Яков Фак · Клемен Бауер · Янез Марич                     | 1:13:43,1 18:04,4 17:33,3 18:03,9 20:01,5 | 0+1 0+4 0+0 0+0 0+1 0+1 0+0 0+3         | +1:27,2     |
| 7     | 12    | Канада · Жан-Філіпп Леґеллек · Скотт Перрасі · Брендан Грін · Натан Сміт         | 1:13:46,2 17:47,2 18:04,3 18:24,4 19:30,3 | 0+4 1+6 0+0 1+3 0+1 0+0 0+1 0+1 0+2 0+2 | +1:30,3     |
| 8     | 6     | Франція · Алексі Беф · Жан-Гійом Беатрікс · Сімон Детьє · Мартен Фуркад          | 1:13:46,4 17:35,4 18:13,0 18:42,9 19:15,1 | 0+3 0+4 0+0 0+0 0+1 0+2 0+0 0+2 0+2 0+0 | +1:30,5     |
| 9     | 10    | Україна · Дмитро Підручіний · Андрій Дериземля · Артем Прима · Сергій Семенов    | 1:14:21,1 17:35,4 18:17,4 18:59,9 19:28,4 | 0+6 0+1 0+2 0+0 0+2 0+1 0+1 0+0 0+1 0+0 | +2:05,2     |
| 10    | 2     | Швеція · Тобіас Арвідсон · Б'єрн Феррі · Фредрик Ліндстрем · Карл Юхан Бергман   | 1:14:32,0 18:02,6 18:18,2 18:52,9 19:18,3 | 0+4 0+1 0+0 0+0 0+3 0+0 0+1 0+1         | +2:16,1     |
| 11    | 7     | Чехія · Міхал Крчмарж · Ярослав Соукуп · Томаш Крупчік · Ондрей Моравець         | 1:15:11,9 17:37,1 18:14,8 19:54,3 19:25,7 | 0+3 0+2 0+0 0+0 0+1 0+1 0+2 0+1 0+0 0+0 | +2:56,0     |
| 12    | 11    | Словаччина · Павол Гурайт · Томаш Хасілла · Мирослав Матяшко · Матей Казар       | 1:15:23,8 17:33,4 18:37,8 19:21,0 19:51,6 | 0+3 1+6 0+0 0+0 0+0 0+2 0+1 0+1 0+2 1+3 | +3:07,9     |
| 13    | 17    | Білорусь · Сергій Новіков · Володимир Чепелін · Юрій Лядов · Євген Абраменко     | 1:16:02,3 18:21,3 18:52,2 19:01,8 19:47,0 | 0+1 0+4 0+0 0+1 0+1 0+0 0+0 0+1 0+0 0+2 | +3:46,4     |
| 14    | 8     | Швейцарія · Клаудіо Беклі · Іван Йоллер · Серафін Вістнер · Беньямін Веґер       | 1:16:15,8 18:28,3 19:11,6 18:50,0 19:45,9 | 0+3 0+7 0+0 0+3 0+3 0+0 0+1 0+1         | +3:59,9     |
| 15    | 13    | Болгарія · Михайло Клетчеров · Іван Златев · Владімір Ілієв · Красімір Анев      | 1:17:38,4 18:25,9 20:40,4 19:14,9 19:17,2 | 0+3 2+5 0+0 0+1 0+1 2+3 0+2 0+1 0+0 0+0 | +5:22,5     |
| 16    | 18    | США · Лоуелл Бейлі · Рассел Кур'є · Сін Догерті · Лейф Нордгрен                  | 1:17:39,1 17:20,7 20:11,3 19:37,3 20:29,8 | 3+8 0+4 0+0 0+0 3+3 0+2 0+3 0+0 0+2 0+2 | +5:23,2     |
| 17    | 14    | Естонія · Данило Степченко · Калев Ермітс · Каурі Кийв · Роланд Лессінг          | LAP 18:05,5 20:08,4 19:31,2 LAP           | 2+7 1+5 0+1 0+0 0+0 1+3 1+3 0+0 1+3 0+2 |             |
| 18    | 15    | Казахстан · Антон Пантів · Сергій Наумік · Олександр Трифонов · Діас Кенеша      | LAP 18:13,3 19:18,0 20:02,4 LAP           | 0+4 0+6 0+0 0+3 0+3 0+1 0+0 0+0 0+1 0+2 |             |
| 19    | 19    | Польща · Кшиштоф Пливачік · Лукаш Щурек · Лукаш Слоніна · Рафал Лепель           | LAP 17:53,7 21:29,1 20:57,5 LAP           | 1+7 1+5 0+0 0+0 1+3 1+3 0+2 0+0 0+2 0+2 |             |